# 仇成墓
仇成墓是江苏省南京市紫金山西北麓、明初功臣仇成的墓葬。南距常遇春墓一百米:46。

## 历史
明初功臣多安葬于南京，分属紫金山北麓（钟山之阴）等地。钟山之阴，因与明孝陵所在的钟山之阳相对，被视为明初功臣的最高礼遇。明代文献中，安葬于钟山之阴的功臣有十余人。经考古证实的，仅仇成等六人，及一位姓名失考者。洪武二十一年（1388年）八月十九日，仇成安葬于钟山之阴。成为可考证的最后一位安葬于钟山之阴的开国功臣。洪武二十六年（1393年），藍玉案发，开国功臣安葬于钟山之阴的可能性无存。同时，仇成墓与其他安葬于钟山之阴的功臣墓，向来都被为明孝陵的陪葬墓:52—54。
仇成墓随着时间流逝，至近代已成为一座失考墓。1930年代，朱偰在《金陵古迹图考》中写道：“此外犹有四墓，已不可考，一在常遇春墓与吴祯、吴良墓之间，石马犹存，翁仲仅余武将，欹立丛阴中……”1965年11月28日，白马农业中学师生因修建暖房在山上寻找砖头、木料等建材时，无意发现白马村明代失考墓神道石像生后部的一座砖室墓。11月至12月．南京市文物保管委员会（今南京市博物馆）对此座砖室墓进行抢救性发掘。根据出土墓志确定墓主为仇成:46。
1992年3月，地面神道留存的石像生以仇成墓石刻之名列为南京市文物保护单位。2002年，长期倒伏的石像生被扶正，向南迁移20米后，重新按顺序排列。2003年，仇成墓等六座墓葬随明孝陵，列入世界文化遗产。2006年5月，公布第六批全国重点文物保护单位，仇成墓石刻做为明功臣墓项目之一，随之归属于全国重点文物保护单位——明孝陵。2012年底至2013年初，南京市博物馆对仇成墓的形制与结构进行复原，提验出土文物，对现存石像生进行调查测绘:46。

## 建筑
仇成墓建筑由地面神道石像生和地下墓室组成:46。有研究者推测，仇成墓缺失神道碑，可能是因为其子仇正牵涉藍玉案之故:55。

### 神道石像生
神道石像生尚存石马与控马官一对、石羊一对、石虎一对，以及神道左侧的石武士，均置于0.2米厚的方形石座上，有不同程序残损:46。

### 地下墓穴
墓穴为长方形券顶砖室墓，由封门、前后两间墓室组成，无甬道。墓室内部全长8.1米、宽3.82米、高3.56米。由砖墙分隔为前室和后室，前室长3.32米，后室长4.78米。后室有一长方框形棺床:47—48。
建筑砖为两种，一种为长方形砖，与明代南京城墙用砖大体相同，另一种为正方形铺地砖:47。
此墓穴未被盗扰，但因积水较深，仇成尸骨与棺材均已朽烂无存。仅余束发冠、铜镜、玉带、若干铁棺钉等物。前室、后室共出土各类器物73件（副），主要在后室:48。